# UCI-Weltrangliste Straßenradsport (Männer)
Die UCI-Weltrangliste im Straßenradsport der Männer wurde 1984 vom Weltradsportverbands Union Cycliste Internationale für den Straßenradsport eingeführt und – nach zwischenzeitlicher Einstellung zum Jahresende 2004 – im Jahr 2016 unter dem Namen  UCI World Ranking wieder eingerichtet. Sie umfasst die Ergebnisse der wichtigsten Wettbewerbe der jeweils vorausgegangenen 52 Wochen.

## Geschichte
Zunächst hieß die Weltrangliste FICP-Vélo, ab 1989 FICP-Weltrangliste. Nach der Auflösung und Eingliederung des Weltverbandes des Amateur-Radsports (FIAC) und des Weltverbandes des Profi-Radsports (FICP) in den Weltradsportverband UCI im Jahre 1992 wurde ab 1993 jeweils eine eigene Weltrangliste für Fahrer, Teams und Nationen etabliert. Ab 1999 erhielten alle drei Kategorien und UCI-Radsportteams (GS/I, GS/II und GS/III) jeweils eine eigene Weltrangliste, sodass danach fünf Teamranglisten existierten.
Nach der Saison 2004 wurden die Weltranglisten der Männer ebenso wie der Rad-Weltcup zugunsten der Ranglisten der UCI ProTour (2009 und 2010: UCI World Calendar, ab 2011: UCI WorldTour) und der UCI Continental Circuits abgeschafft.
Zur Saison 2015 führte die UCI die Ranglisten für Fahrer und Nationen zunächst wieder ein. Diese Wertungen sollten die entsprechenden Wertungen der UCI WorldTour ersetzen. Daneben sollten noch die Teamwertung der World Tour und die Wertungen der Continental Circuits bestehen. Nach Protesten der Teams wurde diese Regeländerung für 2015 ausgesetzt. Zum Saisonbeginn 2016 wurden die Weltranglisten wieder eingeführt, die Ranglisten für die WorldTour und die Continental Circuits bleiben daneben bestehen. Mit dem Ziel die besten Mannschaften zu ermutigen, ihre besten Fahrer bei den wichtigsten Rennen starten zu lassen, wurden die Punkteskalen für die Grand Tours, Monumente des Radsports, Weltmeisterschaften und olympischen Straßenrennen zu Saisonbeginn 2023 deutlich erhöht.

## Aktuelles Reglement
Die einzelnen Weltranglisten werden ab 2023 wie folgt errechnet:
In der Einzelwertung der Elite und U23 werden die erzielten Punkte der vorausgegangen 52 Wochen folgender Rennen dem Punktekonto des Fahrers gutgeschrieben:
- Tour de France
  - Gesamtwertung: 1300 bis 15 Punkte für die ersten 60 Fahrer
  - Etappen: 210 bis 5 Punkte für die ersten 15 Fahrer
  - Bergwertung und Punktewertung: 210, 150, 110 Punkte für die ersten 3 Fahrer
  - Tragen des Führungstrikots nach einer Etappe: 25 Punkte
- Giro d’Italia und Vuelta a España
  - Gesamtwertung: 1100 bis 10 Punkte für die ersten 60 Fahrer
  - Etappen: 180 bis 2 Punkte für die ersten 15 Fahrer
  - Bergwertung und Punktewertung: 180, 130, 95 Punkte für die ersten 3 Fahrer
  - Tragen des Führungstrikots nach einer Etappe: 20 Punkte
- Monumente des Radsports:
  - 800 bis 5 Punkte für die ersten 60 Fahrer
- ausgewählte Rennen der UCI WorldTour (z. B. Tour de Suisse und Gent-Wevelgem)
  - Gesamtwertung: 500 bis 3 Punkte für die ersten 60 Fahrer
  - Etappen: 60 bis 2 Punkte für die ersten 10 Fahrer
  - Tragen des Führungstrikots: 10 Punkte
- ausgewählte Rennen der UCI WorldTour (z. B. Baskenland-Rundfahrt und Strade Bianche)
  - Gesamtwertung: 400 bis 2 Punkte für die ersten 60 Fahrer
  - Etappen: 50 bis 1 Punkt für die ersten 10 Fahrer
  - Tragen des Führungstrikots: 8 Punkte
- sonstige Rennen der UCI WorldTour
  - Gesamtwertung: 300 bis 1 Punkt für die ersten 60 Fahrer
  - Etappen: 40 bis 1 Punk10 für die ersten 3 Fahrer
  - Tragen des Führungstrikots: 6 Punkte
- UCI ProSeries
  - 200 bis 3 Punkte für die ersten 40 Fahrer
  - Etappen: 20 bis 3 Punkte für die ersten fünf Fahrer
  - Tragen des Führungstrikots: 5 Punkte
- Kategorie 1
  - 125 bis 3 Punkte für die ersten 25 Fahrer
  - Etappen: 14 bis 3 Punkte für die ersten drei Fahrer
  - Tragen des Führungstrikots: 3 Punkte
- Kategorie 2
  - 40 bis 3 Punkte für die ersten 10 Fahrer
  - Etappen: 7 bis 1 Punkte für die ersten drei Fahrer
  - Tragen des Führungstrikots: ein Punkt
- U23-Nationscup (Tour de l’Avenir)
  - 140 bis 1 Punkte für die ersten 20 Fahrer
  - Etappen: 15 bis 5 Punkte für die ersten drei Fahrer
  - Tragen des Führungstrikots: zwei Punkte
- U23-Nationscup (andere Rennen)
  - 70 bis 3 Punkte für die ersten zehn Fahrer
  - Etappen: 12 bis 4 Punkte für die ersten drei Fahrer
  - Tragen des Führungstrikots: ein Punkt
- andere U23-Rennen
  - 30 bis einen Punkt für die ersten zehn Fahrer
  - Etappen: 5 und einen Punkt für die ersten beiden Fahrer
  - Tragen des Führungstrikots: ein Punkt
- Weltmeisterschaften Elite, Olympische Spiele
  - Straßenrennen: 900 bis 5 Punkte für die ersten 60 Fahrer
  - Einzelzeitfahren: 455 bis 3 Punkte für die ersten 25 Fahrer
  - Mixed-Staffel: 300 bis 5 Punkte für die ersten 25 Teams (geteilt durch die männlichen Teilnehmer, die das Rennen beenden)
- Weltmeisterschaften U23
  - Straßenrennen: 200 bis 3 Punkte für die ersten 40 Fahrer
  - Einzelzeitfahren: 125 bis 3 Punkte für die ersten 20 Fahrer
- Kontinentale Meisterschaften Elite
  - Straßenrennen: 250 bis 1 Punkte für die ersten 40 Fahrer
  - Einzelzeitfahren: 70 bis 3 Punkte für die ersten 10 Fahrer
  - Mannschaftszeitfahren, auch Mixed-Staffel: 70 bis 3 Punkte für die ersten 10 Teams
- Kontinentale Meisterschaften U23
  - Straßenrennen: 125 bis 3 Punkte für die ersten 20 Fahrer
  - Einzelzeitfahren: 50 bis ein Punkt für die ersten 10 Fahrer
- Nationale Meisterschaften Elite
  - Straßenrennen: 100 bis 1 Punkt für die ersten 15 Fahrer, bzw. 50 bis einen Punkt für Nationen, die sich bei der vorherigen Weltmeisterschaft nicht qualifiziert haben
  - Einzelzeitfahren: 50 bis einen Punkt für die ersten zehn Fahrer, bzw. 25, 15, 10, 5 und 3 Punkte für Nationen, die sich bei der vorherigen Weltmeisterschaft nicht qualifiziert haben
- Nationale Meisterschaften U23
  - Straßenrennen: 50 bis einen Punkt für die ersten 10 Fahrer
  - Einzelzeitfahren: 25, 15, 10, 5 und 3 Punkte

Bei Mannschaftswettbewerben werden die auf das Team entfallenden Punkte auf die beteiligten Fahrer aufgeteilt.
Gesonderte Einzelwertungen werden auf Basis der Ergebnisse bei Eintagesrennen und Etappenrennen ermittelt.
Für die Nationenwertung der Elite und U23 werden die erzielten Punkte der acht besten Fahrer eines Landes addiert. Eine gesonderte Nationenwertung wird aus den Ergebnissen der U23-Fahrer eines Landes errechnet.
Für die neu eingeführte Teamwertung werden die erzielten Punkte der zunächst acht besten Fahrer und ab 2023 20 besten Fahrer eines UCI-Teams (UCI WorldTeam, UCI ProTeam bzw. UCI Continental Team) addiert. Für alle UCI-Teams werden außerdem ein 3-Jahresranking erstellt.

## Gesamtstände zum Saisonende

### 1984–2004
Nachfolgend sind die Spitzenreiter der Weltranglisten der Männer für Fahrer, Teams und Nationen jeweils am Ende einer jeden Saison aufgelistet. Die Weltrangliste im Straßenradsport der Männer U23 (englisch UCI Under 23 Men Road World Rankings) wurde 1996 für Fahrer eingeführt und nach der Saison 2004 zugunsten der Ranglisten der UCI Continental Circuits abgeschafft.
| Saison | Fahrer         | Fahrer         | Fahrer         | Fahrer         | Fahrer         | Team                   |
| 1984   | Sean Kelly     | Sean Kelly     | Sean Kelly     | Sean Kelly     | Sean Kelly     | Skil-Reydel-Sem-Mavic  |
| 1985   | Sean Kelly     | Sean Kelly     | Sean Kelly     | Sean Kelly     | Sean Kelly     | Skil-Sem-Kas-Miko      |
| 1986   | Sean Kelly     | Sean Kelly     | Sean Kelly     | Sean Kelly     | Sean Kelly     | Kas                    |
| 1987   | Sean Kelly     | Sean Kelly     | Sean Kelly     | Sean Kelly     | Sean Kelly     | Kas                    |
| 1988   | Sean Kelly     | Sean Kelly     | Sean Kelly     | Sean Kelly     | Sean Kelly     | Kas-Canal 10           |
| 1989   | Laurent Fignon | Laurent Fignon | Laurent Fignon | Laurent Fignon | Laurent Fignon | Super U-Raleigh-Fiat   |
| 1990   | Gianni Bugno   | Gianni Bugno   | Gianni Bugno   | Gianni Bugno   | Gianni Bugno   | Chateau d’Ax–Salotti   |
| 1991   | Gianni Bugno   | Gianni Bugno   | Gianni Bugno   | Gianni Bugno   | Gianni Bugno   | Gatorade–Chateaux d’Ax |

| Saison | Fahrer           | Fahrer           | Fahrer           | Fahrer           | Fahrer           | Team             |
| 1992   | Miguel Induráin  | Miguel Induráin  | Miguel Induráin  | Miguel Induráin  | Miguel Induráin  | Banesto          |
| 1993   | Miguel Induráin  | Miguel Induráin  | Miguel Induráin  | Miguel Induráin  | Miguel Induráin  | Banesto          |
| 1994   | Tony Rominger    | Tony Rominger    | Tony Rominger    | Tony Rominger    | Tony Rominger    | Mapei-CLAS       |
| 1995   | Laurent Jalabert | Laurent Jalabert | Laurent Jalabert | Laurent Jalabert | Laurent Jalabert | Mapei–GB–Latexco |
| 1996   | Laurent Jalabert | Laurent Jalabert | Laurent Jalabert | Laurent Jalabert | Laurent Jalabert | Mapei–GB         |
| 1997   | Laurent Jalabert | Laurent Jalabert | Laurent Jalabert | Laurent Jalabert | Laurent Jalabert | Mapei–GB         |
| 1998   | Michele Bartoli  | Michele Bartoli  | Michele Bartoli  | Michele Bartoli  | Michele Bartoli  | Mapei–Bricobi    |

| Saison | Fahrer               | U23                 | GSI-Teams        | GSII-Teams                   | GSIII-Teams                | Nationen |
| ------ | -------------------- | ------------------- | ---------------- | ---------------------------- | -------------------------- | -------- |
| 1999   | Laurent Jalabert     | Jamie Burrow        | Mapei-Quick Step | Team Home-Jack & Jones       | De Nardi-Pasta Montegrappa | Italien  |
| 2000   | Francesco Casagrande | Graziano Gasparre   | Mapei-Quick Step | Euskaltel-Euskadi            | Team Shaklee               | Italien  |
| 2001   | Erik Zabel           | Jaroslaw Popowytsch | Fassa Bortolo    | Alessio                      | 05 Orbitel                 | Italien  |
| 2002   | Erik Zabel           | Michail Timoschin   | Mapei-Quick Step | EDS-Fakta                    | Mapei-Quick Step Espoirs   | Italien  |
| 2003   | Paolo Bettini        | Denys Kostjuk       | Fassa Bortolo    | Bankgiroloterij Cycling Team | Action-nVidia-Mróz         | Italien  |
| 2004   | Damiano Cunego       | Thomas Dekker       | T-Mobile Team    | Comunidad Valenciana-Kelme   | Team Lamonta               | Italien  |

### Seit 2016
|        | Einzelwertung      | Einzelwertung     | Einzelwertung | Nationenwertung | Nationenwertung | Teamwertung           | Teamwertung |
| Saison | Fahrer             | Team              | Punkte        | Land            | Punkte          | Team                  | Punkte      |
| ------ | ------------------ | ----------------- | ------------- | --------------- | --------------- | --------------------- | ----------- |
| 2016   | Peter Sagan        | Tinkoff           | 5359          | Frankreich      | 13007           | –                     | –           |
| 2017   | Greg Van Avermaet  | BMC Racing Team   | 4148          | Belgien         | 14600           | –                     | –           |
| 2018   | Alejandro Valverde | Movistar Team     | 4168          | Belgien         | 14502           | –                     | –           |
| 2019   | Primož Roglič      | Team Jumbo-Visma  | 4705,28       | Belgien         | 13491,09        | Deceuninck-Quick-Step | 14835,15    |
| 2020   | Primož Roglič      | Jumbo-Visma       | 4237          | Frankreich      | 9542.83         | Jumbo-Visma           | 9919        |
| 2021   | Tadej Pogačar      | UAE Team Emirates | 5363          | Belgien         | 14364,33        | Deceuninck-Quick-Step | 15641,21    |
| 2022   | Tadej Pogačar      | UAE Team Emirates | 5131          | Belgien         | 17901,5         | Jumbo-Visma           | 15003,5     |
| 2023   | Tadej Pogačar      | UAE Team Emirates | 7695,86       | Belgien         | 30963,18        | UAE Team Emirates     | 15003,5     |
| 2024   | Tadej Pogačar      | UAE Team Emirates | 11655         | Belgien         | 24499           | UAE Team Emirates     | 37407,6     |